# فهرست رسانه‌های توقیف شده پس از انقلاب
در زیر فهرست رسانه‌های توقیف شده در دوران پس از انقلاب ۱۳۵۷ در ایران آورده شده‌است که عبارتند از:
| ! نام          | نوع                 | نخستین شماره                                                          | واپسین شماره                                         | دوران ریاست جمهوری |
| -------------- | ------------------- | --------------------------------------------------------------------- | ---------------------------------------------------- | ------------------ |
| آدینه          | ماهنامه             | ۱۵ آذر ۱۳۶۴                                                           | ۱۳۷۷                                                 |                    |
| آرمان امروز    | روزنامه             |                                                                       |                                                      |                    |
| آزاد           | روزنامه             | ۱۳۷۷                                                                  | اردیبهشت ۱۳۷۹                                        |                    |
| آسمان          | روزنامه             | ۲۶ بهمن ۱۳۹۲                                                          | ۱ اسفند ۱۳۹۲                                         |                    |
| آسمان          | هفته‌نامه            | آبان ۱۳۹۰                                                             | بهمن ۱۳۹۲                                            |                    |
| آفتاب          | ماهنامه             | ۱۳۷۹                                                                  | خرداد ۱۳۸۳                                           |                    |
| آینده نو       | روزنامه             | ۱۳۸۵ آذر ۱۳۸۷                                                         |                                                      |                    |
| آیین           | نشریه               | تیر ۱۳۸۲                                                              | ۱۳۹۰                                                 |                    |
| آیین گفتگو     | دو ماهنامه          |                                                                       | ۱۹ بهمن ۱۳۹۰                                         |                    |
| ابتکار         | روزنامه             | ۱۳۸۳                                                                  | ۶ اردیبهشت ۱۳۹۳                                      |                    |
| اعتماد         | روزنامه             | خرداد ۱۳۸۱۲۸ خرداد ۱۳۹۰                                               | اسفند ۱۳۸۸ ۲۹ آبان ۱۳۹۰                              |                    |
| اعتماد ملی     | روزنامه             |                                                                       | ۲۶ مرداد ۱۳۸۸                                        |                    |
| اندیشه نو      | روزنامه             | ۱۵ دی ۱۳۸۴                                                            | ۳۰ آذر ۱۳۸۸                                          |                    |
| ایران فردا     | نشریه               | خرداد ۱۳۷۱                                                            | اردیبهشت ۱۳۷۹                                        |                    |
| ایران‌دخت       | هفته‌نامه            | ۱۳۸۵                                                                  | ۱۳۸۸                                                 |                    |
| بنیان          | روزنامه             |                                                                       |                                                      |                    |
| بهار           | روزنامه             |                                                                       | ۳۰ فروردین ۱۳۸۹آبان ۱۳۹۲                             |                    |
| پارلمان‌نیوز    |                     |                                                                       |                                                      |                    |
| پیام دانشجو    | فصل‌نامههفته‌نامه     | ۱۳۶۸                                                                  | ۱۳۷۳                                                 |                    |
| پیام کردستان   | دوهفته              | ۱۳۸۴                                                                  |                                                      |                    |
| توس            | روزنامه             | ۳ مرداد ۱۳۷۷                                                          |                                                      |                    |
| جامعه          | روزنامه             | بهمن ۱۳۷۶                                                             | ۳۰ تیر ۱۳۷۷                                          |                    |
| جمهوریت        | روزنامه             |                                                                       |                                                      |                    |
| جهان اسلام     | روزنامه             | ۱۳۶۹                                                                  |                                                      |                    |
| چلچراغ         | هفته‌نامه            | ۱۳۸۱۱۸ دی ۱۳۸۹                                                        | اول آذر ۱۳۸۹                                         |                    |
| حیات نو        | روزنامه             |                                                                       | ۲۲ دی ۱۳۸۱۱۶ آذر ۱۳۸۸                                |                    |
| خرداد          | روزنامه             | ۱۴ آذر ۱۳۷۷                                                           | ۱۳۷۸                                                 |                    |
| روزگار         | روزنامه             | بهمن ماه ۱۳۸۹                                                         | ۱۳۸۵                                                 |                    |
| روژهه‌لات       | دوهفته‌نامه          |                                                                       | دی ۱۳۸۷                                              |                    |
| زن             | روزنامه             | ۱۷ مرداد ۱۳۷۷                                                         | ۱۷ فروردین ۱۳۷۸                                      |                    |
| زنان ماهنامه   |                     | بهمن ۱۳۸۶                                                             |                                                      |                    |
| زنان امروز     | ماهنامه             | ۱۳۹۳                                                                  | ۱۳۹۴                                                 |                    |
| زنستان         | خستین مجله اینترنتی | ۱۳۸۴                                                                  |                                                      |                    |
| سرمایه         | روزنامه             | مرداد ۱۳۸۴                                                            | ۱۱ آبان ۱۳۸۸                                         |                    |
| سلام           | روزنامه             | ۲۰ بهمن ۱۳۶۹                                                          | ۱۵ تیر ۱۳۷۸                                          |                    |
| شرق            | روزنامه             | ۲ شهریور ۱۳۸۲ ۷ اسفند ۱۳۸۲ ۲۴ اردیبهشت ۱۳۸۶ ۲۲ فروردین ۱۳۸۹۱۱ دی ۱۳۹۱ | ۳۰ دی ۱۳۸۲ ۲۰ شهریور ۱۳۸۵ ۱۵ مرداد ۱۳۸۶پنجم مهر ۱۳۹۱ |                    |
| شهروند امروز   | هفته‌نامه            | اسفند ۱۳۸۵ تیر ۱۳۹۰                                                   | آبان ۱۳۸۷؟                                           |                    |
| صبح آزادی      | هفته‌نامه            | شهریور ۱۳۸۹                                                           | ۲۷ مهر ۱۳۹۰                                          |                    |
| صبح امروز      | روزنامه             | ۲۴ آذر ۱۳۷۷                                                           | اردیبهشت ۱۳۷۹                                        |                    |
| صدای عدالت     | روزنامه             |                                                                       |                                                      |                    |
| عصر آزادگان    | روزنامه             |                                                                       | اردیبهشت ۱۳۷۹                                        |                    |
| عصر ما         | دوهفته‌نامه          | ۲۷ مهر ۱۳۷۳                                                           |                                                      |                    |
| علم موفقیت     | فصلنامه             | پاییز ۱۳۸۲                                                            | تابستان ۱۳۸۷                                         |                    |
| فاراد          | مجله                | اوایل دهه ۶۰                                                          | ۱۳۷۲                                                 |                    |
| کارگزاران      | روزنامه             | ۱۳۸۴                                                                  | ۱۱ دی ۱۳۸۷                                           |                    |
| کارنامه        | ماهنامه             |                                                                       | ۲۴ اسفند ۱۳۸۳                                        |                    |
| کلمه سبز       | روزنامه             | ۱۲ اسفند ۱۳۸۷                                                         | ۲۴ خرداد ۱۳۸۸                                        |                    |
| کیان           | نشریه               | ۱۳۷۰                                                                  |                                                      |                    |
| گردون          | ماهنامه             | ۱۳۶۹                                                                  | ۱۳۷۴                                                 |                    |
| مدرسه          | نشریه               | تیر ۱۳۸۴                                                              | ۱۵ آبان ۱۳۸۶                                         |                    |
| مردم امروز     | روزنامه             | ۶ دی ۱۳۹۳                                                             | ۲۷ دی ۱۳۹۳                                           |                    |
| مردم و جامعه   | هفته‌نامه            |                                                                       | اردیبهشت ۱۳۸۸                                        |                    |
| مغرب           | روزنامه             | ۳۱ مرداد ۱۳۹۱ ۵ اسفند ۱۳۹۱                                            | ۷ آذر ۱۳۹۱                                           | ۲۰ اسفند ۱۳۹۱      |
| موج اندیشه     | هفته‌نامه            | ۱۳۸۸                                                                  | ۲۸ دی ۱۳۸۸                                           |                    |
| مهر            | هفته‌نامه            | اردیبهشت ۱۳۷۶                                                         |                                                      |                    |
| میزان          | روزنامه             | ۱۳۵۸                                                                  | ۱۷ خرداد ۱۳۶۰                                        |                    |
| نامه           | ماهنامه             | ۱۳۸۳                                                                  | ۱۳۸۵                                                 |                    |
| نشاط           | روزنامه             | ۱۳۷۷ اوایل آبان ۱۳۹۲                                                  |                                                      |                    |
| نگین کرمان     | سه بار در هفته      |                                                                       | تابستان ۱۳۹۲                                         |                    |
| نوروز          | روزنامه             | ۱۹ مرداد ۱۳۸۱                                                         | تیر ۱۳۸۱                                             |                    |
| نوسازی         | روزنامه             | ۱۵ اردیبهشت ۱۳۸۰                                                      |                                                      |                    |
| نوید آذربایجان |                     | ۱۳۷۷ ۱۳۸۹                                                             |                                                      |                    |
| نوید اصفهان    | روزنامه             | ۱۳۶۴                                                                  | ۱۳۷۷                                                 |                    |
| ویژه‌نامه خاتون |                     |                                                                       |                                                      |                    |
| هفت            | ماهنامهٔ             | ۱۶ اردیبهشت ۱۳۸۲                                                      | اسفند ۱۳۸۶                                           |                    |
| همبستگی        | روزنامه             |                                                                       | اردیبهشت ۱۳۸۷                                        |                    |
| همت            | هفته‌نامه            | شهریور ۱۳۸۷                                                           | بهمن ۱۳۸۷                                            |                    |
| همسایه‌ها       | روزنامه             | ۳۰ خرداد                                                              | اسفند ۱۳۸۴                                           |                    |
| هم‌میهن         | روزنامه             |                                                                       |                                                      |                    |
| یاس نو         | روزنامه             |                                                                       |                                                      |                    |